# Look Away (Chicago)
Look Away è un singolo del gruppo rock statunitense Chicago, pubblicato nel 1988 ed estratto dall'album Chicago 19. La canzone è stata composta da Diane Warren.

## Successo commerciale
Divenne il terzo ed ultimo singolo del gruppo capace di raggiungere la prima posizione della Billboard Hot 100 dopo If You Leave Me Now (1976) e Hard to Say I'm Sorry (1982).
Curiosamente risultò il singolo più venduto negli Stati Uniti durante l'anno 1989, sebbene avesse raggiunto il primo posto nel dicembre dell'anno precedente e mai durante quello successivo.

## Tracce
- 7"

1. Look Away (Diane Warren) – 3:59
2. Come in From the Night (Bill Champlin, Bruce Gaitsch) – 4:39

## Classifiche
| Classifica (1988) | Posizione massima |
| ----------------- | ----------------- |
| Stati Uniti       | 1                 |